# Ocnus planci
Ocnus planci is een zeekomkommer uit de familie Cucumariidae. De wetenschappelijke naam van de soort werd in 1835, als Cladodactyla planci voor het eerst geldig gepubliceerd door Johann Friedrich von Brandt.
In Europa komen deze zeekomkommers voor in de Middellandse Zee.
In september 2024 werd deze klimzeekomkommer in de Oosterschelde ontdekt.

## Synoniemen
- Ocnus brunneus Forbes & Goodsir, 1840 non Chamisso & Eysenhardt, 1821

1. ↑  Opnieuw een nieuwe zeekomkommer ontdekt in Nederland. Nature today oktober 2024